# Leon Butler
Leon Butler (anglès: Leon Edward Butler)  (Big Rapids, 2 de desembre de 1892 - Filadèlfia, 18 de juny de 1973) va ser un remer estatunidenc que va competir a començaments del segle xx.
El 1924 va prendre part en els Jocs Olímpics de París, on guanyà la medalla de bronze en la competició del dos amb timoner del programa de rem, formant equip amb Harold Wilson i Edward Jennings.